# Mastigimas cohahuayanae
Mastigimas cohahuayanae är en insektsart som först beskrevs av Ferris 1928.  Mastigimas cohahuayanae ingår i släktet Mastigimas och familjen Carsidaridae. Inga underarter finns listade i Catalogue of Life.